# 実況パワフルプロ野球ポータブル4
『実況パワフルプロ野球ポータブル4』（じっきょうぱわふるぷろやきゅうぽーたぶるふぉー）は、2009年9月17日にコナミデジタルエンタテインメントから発売されたPlayStation Portable用のプロ野球ゲームソフト。略称は『パワポタ4』。
PSP用パワプロの2006年版から2009年版までの4作は『実況パワフルプロ野球ポータブル』〜『実況パワフルプロ野球ポータブル4』という風にナンバリングがついていたが、2010年版以降はタイトルに「ポータブル」という名称はつかなくなり、『実況パワフルプロ野球2010』『実況パワフルプロ野球2011』と年数がつくようになった。

## モード
野球
- 『パワプロ15』から登場の「クローズアップシステム」が追加された。
- パワプロクンポケットシリーズ、パワプロNEXTと同様、今作より試合中に選手の能力ランクが表示される。
- 『パワプロクンポケット11』と同様、試合中や選手データでは、12球団の在籍選手は実写の着帽写真が表示される。
- 選手データは交流戦終了時のデータを元にしている。そのためその後に入団した選手（アンディ・フィリップスなど）はパスワードでの対応になった。

サクセス
- サクセスモードは彼女候補と付き合い状態でクリアした場合、マイライフモードの「オリジナル選手編」の彼女候補は引き続き登場することもある。ただし姫野カレンはマイライフには登場しない。
  - なお、「白薔薇かしまし学園大学」で作成した選手は女性のため、男性が主人公のマイライフでは使用不可能になる。
  - 今までにあったパワガチャのモードは廃止になったことで、搭載されていない。

情熱
- 本作からの新モード。高校野球部の監督になって部員を育成するモードで、情熱ポイントを使うことが重要なシステムである。ドラフトに指名された部員はオリジナル選手として登録可能になる。このモードはサクセスと違って、ゲームオーバーの概念はないので永久に遊べる。
  - アドホック通信で友達と通信することで、友達が育てたチームとの練習試合を行うことが出来る。ただし、1度対戦すると対戦できなくなるので、再度対戦する場合は通信し直す必要がある。

ペナント
- 『実況パワフルプロ野球15』から登場のお金（Cp）、連係システムなどが追加された。

マイライフ
- 「憧れ現役選手編」が追加された。

4年に1回、国際大会のチャンピオンシップベースボール大会が開催される。代表に選ばれると試合前に強化合宿が行われる。他チームの主力選手と交友を深めるチャンスもある。
段位認定
- シナリオエディットが追加された。

ホームラン競争
- 本作ではHRを10本以上打つとPoTaCaを獲得する。

パワプロ講座
- 初心者のためのチュートリアルモード。

PoTaCa
- 選手作成、強化等を行う事ができる。Sランク、SSランクのカードは通常プレイのみでは入手不可能であり、公式HPからダウンロードする必要がある。

アレンジ
本作に収録されているパワポタ4に登場する大学の全選手と、本作とパワプロ サクセス・レジェンズのサクセスで作った選手や別作品をパスワード登録で本作に移籍した選手を自由に入れ替えて、自分だけのチームを作ることができる。全部で14チームまで作成可能で、作成したチームは試合やペナント・マイライフモードで使用可能。

## サクセスモード
今作のサクセスモードは、据え置き機の『実況パワフルプロ野球11』から約5年振りの大学野球編である（なお、猪狩世代と同じ世代の大学野球編は『実況パワフルプロ野球6』以来から約10年振り）。
なお、過去作品にも女性選手は何人か登場するが、白薔薇かしまし学園大学編で、女性のパワプロ君が初めて登場する。
今作の実行コマンド使用による消費ターンはパワフォー大学編と海東学院大学編では従来通り1コマンド1週間であるが、白薔薇かしまし学園大学編のみは1コマンド1日で進むようになっている。
ちなみに今回の大学リーグ名の「獅子獣六リーグ」は「がんばれゴエモン3 獅子重禄兵衛のからくり卍固め」が元となっている。
作った選手はアレンジモードに入れて使用したり、パスワード登録で以下の作品に移籍可能。
- パワプロ サクセス・レジェンズ（そのままデータの送受信による移籍も可能なため、JUBCの練習試合にも使用可能。）
- 実況パワフルプロ野球2009
- 実況パワフルプロ野球2010
- プロ野球スピリッツ6
- プロ野球スピリッツ2010

また『サクセス・レジェンズ』や『プロスピ2010』から本作品への選手転送も可能。

### 登場人物

#### パワフォー大学、海東学院大学共通
パワプロ君
パワフォー、海東学院共通の主人公。
矢部 明雄（やべ あきお）
お馴染みの主人公の相棒が、今作はパワフォー大学、海東学院大学のみで登場する。
甲斐 進撃（かい しんげき）
あかつき大付属高校出身で甲子園出場経験者。主人公の2年後輩。
高校時代の先輩で現あかつき大のエースである猪狩守に対抗心を燃やしている。
丸餅 太（まるもち ふとし）
主人公の3年後輩。
実力は十分あるがおなかがすくと満足に力を発揮できない。
さらに燃費も悪いので少し本気を出すとすぐにおなかが減ってしまう。
阿畑 やすし（あばた やすし）
明治神宮野球大会に出場してくる近代学院大学のOB。
パワプロ君にオリジナル変化球の取得や改良のアドバイスをしてくれる。
アバタボールは後輩にも授けている為、彼が卒業した後でも使い手はしっかり存在する。

#### パワフォー大学
苗字に新羽、舞岡、片倉、桜木、蒔田、三ツ沢など、横浜市営地下鉄の駅名がつけられている人物が多い。
片倉 昌行（かたくら まさゆき）
主人公の1年先輩でパワフォー大学野球部のキャプテン。
他の部が部員の勧誘をしているときに麻雀に夢中になるなどやる気があまり感じられないが、環が監督に就任するとだんだんとやる気を出す。
三ツ沢 環（みつざわ たまき）
2年の春に突然野球部にやってきた美人女性監督。
やる気は十分だが、野球についてはルールブックを見ないとわからないほどの素人。
過去に空手の全国大会出場経験がある。
パワフェスでは監督ではなく、パワプロ2018は初期マネージャー、パワプロ2020以降はパワフォー大学のマネージャーとして登場する。
関内 博（かんない ひろし）
パワフォー大学学長の1人息子にして野球部の元監督であり、弱小野球部を生み出した元凶。
戸塚 剛（とづか ごう）
合宿地の事務員をしている謎の老人。

#### 海東学院大学
両国、浅草、上野、四谷など東京の地名を苗字に、かつて読売ジャイアンツで活躍した選手を名前に持つ人物が多い。
四谷 清（よつや きよし）
2軍野球部のキャプテンで主人公の2年先輩。
実力はそれなりにあるものの信じられないくらい運が悪く、試験に合格できずにいる。
渋谷 秀喜（しぶや ひでき）
主人公の同期。
高校時代に「北の逆転王」と称され、試験を受けずに1軍入りした天才選手。
『実況パワフルプロ野球 ヒーローズ』では海東学院大学のチームキャプテンを務めており、こちらでは「～だべ」口調ではなくなっている。
池袋 卓（いけぶくろ すぐる）
2軍野球部の監督。
非常にのんびりとした性格で、語尾に「〜だに」と付けて話す。
両国 正二（りょうごく しょうじ）
主人公の同期で試験に落ちて主人公たちと一緒に2軍入りした。
四谷キャプテンの引退時に2軍キャプテンに指名される。
上野 貞治（うえの さだはる）
1軍野球部のキャプテンで主人公の1年先輩。
浅草 毅彦（あさくさ たけひこ）
1軍野球部の監督。
常に拡声器を持っていて、それを使って部員に指示を飛ばしている。
部員には常に厳しく非情に接するが、部員たちのよき理解者でもある。
猿飛 助丸（さるとび すけまる）
主人公の2年後輩。
忍者のような格好をしており、非常に足が速い。

#### 白薔薇かしまし学園大学
パワ子ちゃん
白薔薇かしまし学園大学編で初登場する女性の主人公。普段は矢部田、夏野と3人組で行動する。
かしまし女子大野球部の元キャプテンであり、入部時にまだ野球部が部員不足であったことに驚き、成り行きで再びキャプテンを務めることになる。
なお、『パワプロ サクセス・レジェンズ』の「JUBCモード」では、彼女はチームの固有選手として登場する。ポジションは内野手。
矢部田 亜希子（やべた　あきこ）
主人公たち3人組の一人で作戦参謀。通称「ヤベッチ」。見た目は矢部君そっくり。外野手。
一人称が「オラ」、語尾に「〜だべ」を付けるなど矢部君同様、田舎なまりのしゃべり方が特徴的である。パワポケシリーズに登場するメガネ一族とは血の繋がりはないが、メガネキャラとしては初の女性キャラクターである（「パワポケ4」ではメガネキャラではないが、彼らと血の繋がりのある「天本玲泉」が出ている）。
なお、パワフォー大学、海東学院大学でプレイの場合、4年目に主人公の対戦相手として登場する。
夏野 向日葵（なつの　ひまわり）
主人公たち3人組の一人で、通称「ナッチ」。
かしまし女子大野球部の元エースであるが、合併後は野手（遊撃手）に転向している。
パフェが大好きで、しばらく食べないでいると禁断症状が出る。
『パワプロ2013』では舞台が高校の設定なので、高校の途中で野手に転向した設定となっている。
涼風 希望（すずかぜ ほーぷ）
白薔薇かしまし学園大学学生会、通称「王子の会」の会長。
主人公の彼氏候補の1人で、超人気バンド「御子息隊」のボーカルを務めている。
那須野ひかりと眼鏡をかけている女性以外には誰にでもやさしい。
「パワプロ2016」、「ヒーローズ」ではパワ子が登場しないため、白薔薇かしまし学園のチームキャプテンとなっている。
星空 星光（ほしぞら ほしみつ）
王子の会の書記長であり、彼氏候補の1人。
非常に頭がよく、自分のスケジュールを1時間単位で1年後まで立てている。
笑顔を作るのが不得意で笑うのが下手。
黒珠 真（こくじゅ しん）
王子の会のクラブ長であり、彼氏候補の一人。
元高校球児で、甲子園のスター選手だったが、大学進学以来野球はやめてしまったらしい。
渋く日に焼けた黒い肌が特徴的。

#### 彼女候補
カレン以外の三人は、新幹線の愛称が苗字と名前になっている。
前述通り、カレン以外の彼女候補は付き合った状態でクリアするとマイライフモードで引き続き登場し、最後の選択で結婚の条件が変化する。
那須野 ひかり（なすの ひかり）
パワフォー高校、大学出身で一回でも試合に勝つとマネージャーとして野球部に加わる女の子。合コン、パワフォー大学の文化祭で知り合う事もある。
一人称「オラ」、語尾が「〜だべ」であるなど、訛っている。
料理はよく作るものの、本人以外には食べられたものではない
青葉 のぞみ（あおば のぞみ）
海東学院高校，大学出身でマネージャーを務めている女の子。合コン、海東学院の文化祭で知り合う事もある。
高飛車な態度で部員に接するが、野球に対する姿勢は真剣。
なお、白薔薇かしまし学園大学では、ミスプリンセスコンテストで主人公のライバルとして登場する。
朝日 こまち（あさひ こまち）
合コン、白薔薇学園大学の文化祭や、バッティングセンターに現れる女の子。
バッティングセンターの経営者の娘で、バッティングセンターの成績次第では主人公に一目惚れすることもある。
姫野 カレン（ひめの カレン）
彼女候補（パワプロ7から、パワプロ15（2009）を除く全作品のサクセスに登場しているが、正式の彼女候補はパワプロ13以来3年ぶり）。
今回は矢部君と合コンに行くと出会う可能性がある。合コンでしか知り合う手段が無い。

#### その他の登場人物
猪狩 守（いかり まもる）
子供のころ、パワプロ君と同じ草野球チームに所属していたあかつき大学のエース。
旧知の仲であるため、初めからパワプロ君をライバル視しているが、実力ははるかに勝っている。
過去作品にもパワプロ君と同じ地区のチームに所属しているが、今作は4年目の明治神宮野球大会の決勝相手として登場する。
なお、今作は特定の条件を満たすことでアフロ化する（パワプロ'99の冥球島編と同様、能力ともに大幅にアップしている）。
団田 長介（だんだ ちょうすけ）
主人公が所属する大学の応援団長。
勝てる試合にしか応援に来ないというスタンスを持っている。
しかし、白薔薇かしまし学園大学ではパワ子ちゃんに惚れたことで部員が足りないにもかかわらず応援に来たりもしている。
ニャン子
パワフルスポーツのキャスター。
パワフォー、海東学院ではあまり出番がないが、白薔薇かしまし学園では野球部の取材によく訪れる。
岩造
主人公の父親。
パワプロ君に寿司屋を継いでほしいと強く思っており、夢にまで出てくるほど。
白薔薇かしまし学園では一部のイベント以外ほとんど出てこない。
フク子
主人公の母親。
パワプロ君に差し入れを送ったり、いない間に勝手に部屋を掃除してくれたりする良き母。
岩造同様、白薔薇かしまし学園ではあまり出番がない。

## その他
- たんぽぽ製作所 - 練習試合で登場。パワプロ2000などでサクセスで選手作成の際に登場したチーム。